# Bymarken
Bymarken är ett bostadsområde på västra sidan av Vättern i Jönköping.
Bymarken består främst av enfamiljshus. Stadsdelen ligger på en sluttning med utsikt över resten av Jönköping, Huskvarna och Vättern. 
På 1920-talet anlades Hallmansvägen i nord-sydlig riktning högt upp i sluttningen, med början i en bro över Dunkehallaån. Jönköpings spårvägars gröna linje drogs ut från Jönköpings stadspark i Hallmansvägens och Narvavägens sträckning fram till Björnebergsvägen, som var dåtidens landsväg till Falköping.
Norr om Bymarken ligger området Åbolid, som byggdes 1993-2000.